# Atharisme
L'atharisme o escola atharita (de l'àrab الأثرية, al-aṯariyya, ‘textualisme’) és una de les tres escoles sunnites de teologia islàmica, junt amb l'aixarisme i el maturidisme. Es tracta d'una escola textualista; el seu nom deriva de la paraula àrab àthar, que es pot traduir per ‘narració’, i que en aquest context fa referència a «la tradició i narracions dels musulmans justos de les primeres generacions».
L'atharisme es diferencia de les escoles aixarita i maturidita en preconitzar l'ús molt restringit del raonament especulatiu per tal d'interpretar les afirmacions dels texts sagrats, especialment pel que fa als atributs i definicions de Déu. Els atharites consideraven la divinitat com un ésser completament abstracte, rebutjant tota temptativa d'interpretar certs passatges polèmics de l'Alcorà o dels hadits que podrien derivar vers una visió materialista o antropomòrfica de Déu. Creien que només podien tenir-se en compte les explicacions donades per les tres primeres generacions de musulmans (sàlaf).
Si bé aquesta visió no té cap fundador precís, va ser defensada i promoguda pel teòleg Àhmad ibn Hanbal (m. 855), per la qual cosa va impregnar l'escola de jurisprudència islàmica que deriva dels seus ensenyaments, el hanbalisme.